# Blodplättslav
Blodplättslav (Haematomma ochroleucum) är en lavart som först beskrevs av Noël Martin Joseph de Necker, och fick sitt nu gällande namn av J. R. Laundon. Blodplättslav ingår i släktet Haematomma och familjen Haematommataceae.  Arten är reproducerande i Sverige. Inga underarter finns listade i Catalogue of Life.

## Källor

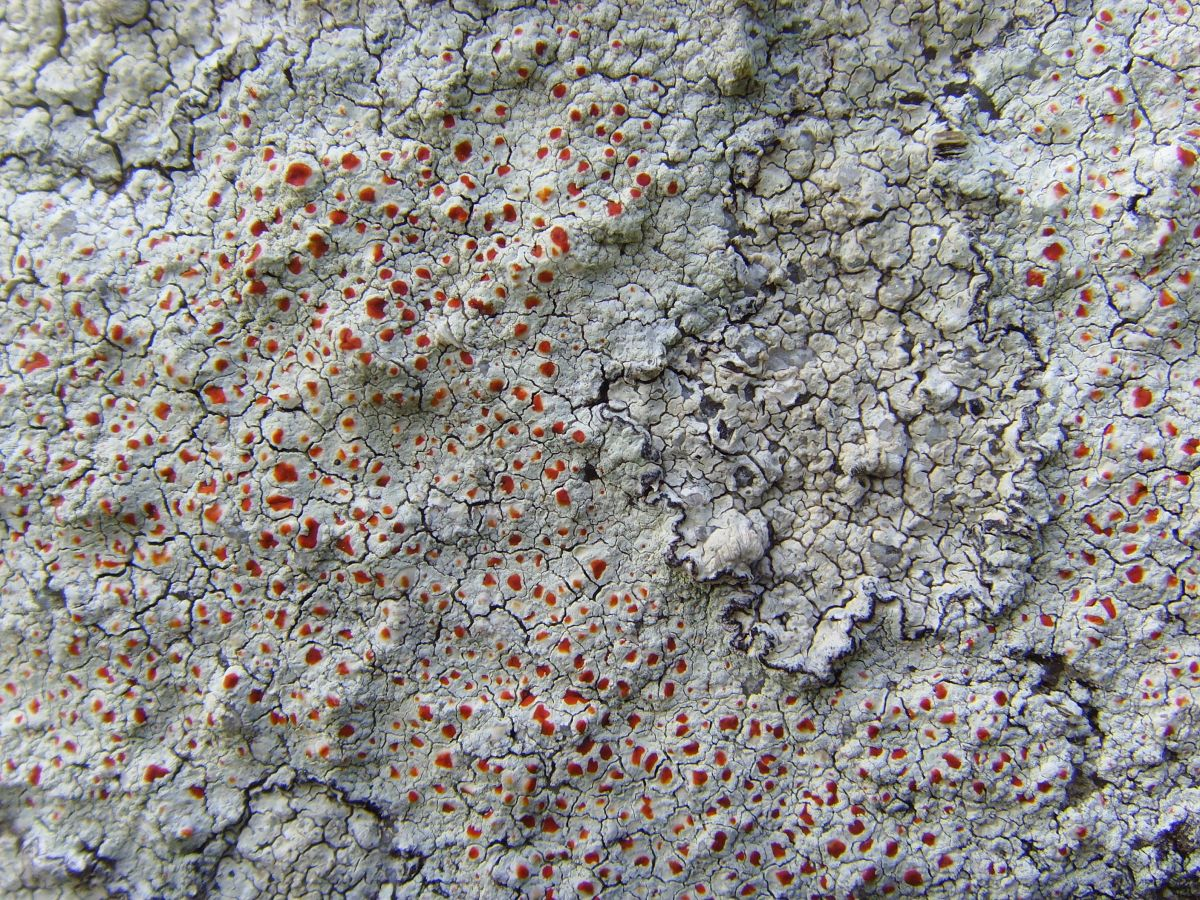